# Koo Jun-hoe
Koo Jun-hoe (tiếng Hàn: 구준회; Hanja: 具俊會; Hán-Việt: Cửu Tuấn Hoài, sinh ngày 31 tháng 3 năm 1997), còn được biết đến với nghệ danh JU-NE, là một nam ca sĩ người Hàn Quốc, thành viên của nhóm nhạc iKON trực thuộc YG Entertainment, trước đây được gọi là Team B từ năm 2013 thông qua chương trình thực tế sống còn "Who is next: WIN" của đài Mnet.
Junhoe cũng xuất hiện trên chương trình sống còn thứ hai là "MIX & MATCH", với các thành viên iKON: B.I, Bobby, Kim Jinhwan, Donghyuk, Yunhyeong và Chanwoo trước khi được ra mắt chính thức.

## Sự nghiệp

### Những năm đầu đời - Xuất hiện trên các chương trình tìm kiếm tài năng
Năm 13 tuổi, Koo Junhoe xuất hiện lần đầu tiên trên chương trình Star King của đài SBS, Junhoe thể hiện khả năng vũ đạo của mình và được gọi là "Michael Jackson 13 tuổi". Đến năm 2011, Junhoe tham gia "K-pop Star" dưới danh thành viên của nhóm High Praise.

### 2012-2013: Trở thành thực tập sinh - "WIN: Who Is Next"
Junhoe trở thành thực tập sinh của YG Entertainment vào tháng 4 năm 2012 - như một thành viên của Team B được giới thiệu thông qua chương trình thực tế sống còn "WIN: Who Is Next". Trong chương trình này, 11 thực tập sinh chia thành Team A và Team B cạnh tranh với nhau để trở thành boygroup tiếp theo được YG cho ra mắt. Thông qua những vòng bầu chọn, Team A chiến thắng và được ra mắt với tên WINNER, Team B đã thua và phải đối mặt với nguy cơ tan rã và thay đổi thành viên. Mặc dù không chiến thắng nhưng Junhoe được công chúng đánh giá rất cao về kĩ năng ca hát và chất giọng đặc biệt.

### 2014: "MIX & MATCH" - Thành viên thứ tư của iKON
Năm 2014, Yang Hyuk Suk xác nhận Team B sẽ trở lại thông qua chương trình sống còn thứ hai là "MIX & MATCH", các thành viên Team B và 3 thực tập sinh mới sẽ thi đấu với nhau để trở thành thành viên của iKON. Junhoe là một trong ba thành viên Team B không được xác nhận là thành viên chính thức và phải thể hiện hết khả năng ca hát, vũ đạo, sáng tác của bản thân để được dành một vị trí trong nhóm. Sau mọi sự cố gắng, Junhoe là thành viên đầu tiên được xác nhận trong bốn vị trí còn lại của iKON.

### 2015: Chính thức ra mắt - Giọng ca chính của nhóm
Junhoe chính thức được ra mắt dưới danh thành viên của iKON vào ngày 15 tháng 9 năm 2015 với M/V ca nhạc đầu tiên của nhóm là "My Type". Anh còn thể hiện được tài năng khi tham gia sáng tác một phần trong ca khúc chủ đề "Rhythm Ta" trong album "Welcome Back". Junhoe là giọng ca chính và phụ trách các đoạn chorus và high-note trong đa phần các bài hát của nhóm.

## Danh sách đĩa nhạc và chương trình tham gia

### M/V ca nhạc
| Năm  | Tên bài hát           | Ca sĩ thể hiện | Thời gian | Album        | Official Video | Ghi chú |
| ---- | --------------------- | -------------- | --------- | ------------ | -------------- | ------- |
| 2013 | "Ringa Linga"         | Taeyang        | 3:49      | RISE         | BIGBANG        | Cameo   |
| 2015 | "이리오너라 (Anthem)" | B.I & Bobby    | 3:55      | Welcome Back | iKON           | Cameo   |

### Bản quyền sáng tác
| Năm  | Ca sĩ  | Tên bài hát | Vai trò     | Album                     |
| ---- | ------ | ----------- | ----------- | ------------------------- |
| 2013 | Team B | "Climax"    | Co-Lyricist | Win Final Battle          |
| 2015 | IKON   | "Rhythm Ta" | Co-Composer | Welcome Back - Half Album |

### Chương trình thực tế
| Năm  | Kênh truyền hình | Tên                          | Ghi chú                                                        |
| ---- | ---------------- | ---------------------------- | -------------------------------------------------------------- |
| 2009 | SBS              | "Star King"                  | "Michael Jackson 13 tuổi"                                      |
| 2011 | SBS              | "KPOP STAR"                  | Tham với tư cánh thành viên nhóm High Praise                   |
| 2013 | Mnet             | "Who Is Next: WIN"           | 10 tập, phát sóng ngày 23 tháng 8                              |
| 2014 | Mnet             | "MIX & MATCH"                | 9 tập                                                          |
| 2016 | JTBC             | "Two Yoo Project: Sugar Man" | Xuất hiện cùng Bobby và Donghyuk, phát sóng ngày 19/1 (Tập 14) |